# Moulin à huile de Wittenberge
 (mai 2021).
Si vous disposez d'ouvrages ou d'articles de référence ou si vous connaissez des sites web de qualité traitant du thème abordé ici, merci de compléter l'article en donnant les références utiles à sa vérifiabilité et en les liant à la section « Notes et références ».
L’ancien moulin à huile de Wittenberge est un monument situé dans la ville de Wittenberge sur l'Elbe. Le complexe de bâtiments composé d'un bâtiment administratif, du moulin, d'ateliers et de stockage est construit au milieu du XIXe siècle pour la production d'huile. La production cesse à la suite de la réunification allemande en 1991. Ensuite, une entreprise reprend les bâtiments et y installe l'hôtel Zur Alten Ölmühle. Un restaurant et une brasserie sont liés.

## Histoire
Le marchand Salomon Herz de Berlin acquiert une propriété à Wittenberge sur les rives de l'Elbe en 1823. Il fait ensuite construire un moulin à huile, qui va devenir la base de sa société de négoce d'huile, fondée en même temps. Les ouvriers de l'usine, qui peuvent également être recrutés dans la région, produisent de l'huile à partir de la betterave, du lin et du colza voisins. Elle sert principalement de lubrifiant pour le nombre croissant de véhicules et de machines d'usine, pour l'éclairage des ménages et des ateliers et, dans une moindre mesure, pour les repas. Les roues du moulin sont initialement entraînées par des chevaux de trait, mais en construisant un canal, appelé plus tard Herzscher Kanal, l'énergie hydraulique peut être utilisée. Trois roues hydrauliques sont en service à partir de 1839.
Les matières premières et l'huile sont principalement transportés par la voie navigable de l'Elbe. De plus, Herz fait campagne avec succès pour l'expansion des liaisons ferroviaires entre Hambourg, Magdebourg et Wittenberge. Herz développe rapidement l'activité florissante de sa société de négoce de pétrole en Roumanie, en Russie et en Inde.
Le risque de traiter l'huile comme un liquide inflammable est au départ sous-estimé, un incendie majeur en 1856 détruit en grande partie les bâtiments du moulin à huile. Cependant, la reconstruction immédiate et l'expansion continue des locaux de l'usine qui en résulte et la modernisation des installations de l'usine assurent la pérennité de l'entreprise. Deux fondations fondées après la mort du patron de l'entreprise en 1873 prévoient la construction de 16 appartements sans loyer pour les travailleurs âgés et handicapés du moulin à huile et la construction d'un orphelinat urbain.
La route menant au site de l'usine est appelée Herzstrasse en 1898 jusque dans les années 1990, la voie de circulation s'appelle désormais Bad Wilsnacker Strasse.
Après que l'énergie électrique s'implante dans l'industrie au cours des premières années du XXe siècle, les héritiers du moulin à huile Herzsche convertissent les entraînements hydroélectriques en conséquence, le canal est à nouveau rempli en 1938.
La Grande Dépression de 1929 conduit à la conversion de l'ancienne société privée en société anonyme (AG), qui en 1929 fonctionne sous le nom de S. Herz Ölfabriken AG Wittenberge. Pendant la Seconde Guerre mondiale, les matières premières pour la production d'huile dans le secteur civil sont rares, mais entre 1942 et la fin de la guerre en 1945, l'usine fournit de petites quantités d'huile sous le nom de Märkische Ölwerke AG.
La production d'huile reprend dans les anciens ateliers, largement épargnés par la guerre, en 1949 au moment de la fondation de la RDA. L'usine a pour nom VEB Märkische Ölwerke Wittenberge et embauche de plus en plus d'employés. En 1968, environ 700 travailleurs sont impliqués dans la production d'huiles techniques, d'huiles alimentaires et de vernis à base de résine synthétique. Après la réunification, les usines sont de nouveau privatisées et un peu plus de 300 employés continuent à produire des produits pétroliers jusqu'en 1991. Les installations de production obsolètes et les bâtiments de l'usine sont ensuite démolis. Les bâtiments restants (bâtiment de stockage, moulin et bâtiment administratif) reçoivent la Protection du patrimoine culturel du Land de Brandebourg en 1992.
Les bâtiments rénovés sont confiés à un nouveau propriétaire en 2007, l'entreprise familiale Genesis GmbH est la première à installer un hôtel avec restaurant attenant dans l'ancienne villa du constructeur, puis à créer une brasserie et à mettre progressivement en œuvre d'autres activités de loisirs. La bière produite ici est nommée HerzBräu en 2009 en l'honneur de Salomon Herz.
Dans l'ancienne installation de stockage d'oléagineux, construite après l'incendie de 1856, un étage est transformé en salle de bal et peut accueillir jusqu'à 230 invités, augmentant ainsi la capacité de la restauration. En 2015 et 2016, des nouveaux travaux de construction ont lieu dans l'entrepôt, l'entrepreneur et co-partenaire de Genesis GmbH, Lutz Lange, fait installer 30 chambres d'hôtel supplémentaires et le toit est transformé en espace sauna pour un investissement de quatre millions d'euros.
L'exploitant de l'hôtel offre des possibilités d'escalade intérieure dans deux tours octogonales interconnectées et rénovées sur le site du moulin à huile.

## Architecture
Les bâtiments sont une architecture industrielle typique faite de briques non enduites, de quatre à cinq étages. Comme simple décoration de bâtiment, l'architecte utilise différentes tailles et largeurs d'arches rondes comme fenêtres ou portes ainsi qu'une bande transversale en briques vernissées vertes pour la maison de Salomon Herz, qui est aussi utilisée sur les fenêtres et les portes. Les coins des bâtiments allongés sont soulignés au moyen de tours ou de composants saillants. La plus haute des tours d'angle restantes est transformée en tour de plongée dans les années 2010, la seule du genre dans le nord de l'Allemagne.
La tour de quatre étages dominant la rive est la tour d'aspiration de l'huile utilisé pour le chargement ou le déchargement des navires. Elle est rénovée au XXIe siècle et agrandie en un café et un bar de plage. Elle a un plan d'étage rectangulaire mesurant 15 × 19 mètres et montre les façades en briques typiques. Les planchers sont de différentes hauteurs et ont tous des fenêtres de forme différente et encastrées de manière irrégulière dans la façade. Les surfaces des murs intérieurs sont conservées dans leur aspect d'origine lors de la rénovation.